# San José, Costa Rica
San José (tiếng Tây Ban Nha: San José; /ˌsɑːn hɒˈsɛː/) là thủ đô và cũng là thành phố lớn nhất của Costa Rica.
Nằm ở trung tâm của vùng đại đô thị bao gồm một số thị trấn phụ cận trong Thung lũng Trung tâm Costa Rica, San José là trung tâm kinh tế và giao thông của quốc gia Trung Mỹ này. San José cũng là lỵ sở của Tổng San José (cantón Central de San José).
Với địa vị là thủ đô, San José là nơi đặt trụ sở của các cơ quan công quyền. Được thành lập năm 1738, San José là một trong những thủ đô châu Mỹ Latin trẻ nhất. Tuy hình thành vào thế kỷ 18, mãi đến năm 1823 San José mới được chọn làm thủ đô.
Ngày nay đây là một thành phố hiện đại với sinh hoạt thương mại sầm uất, là một điểm đón tiếp nhiều du khách nước ngoài.

## Lịch sử
Theo Hiến chương Lâm thời của Costa Rica năm 1821 thì thủ phủ phải luân chuyển giữa bốn thị trấn chính: Cartago, San José,  Heredia và Alajuela. San José tiếp nhận vai trò thủ đô lần đầu tiên từ Tháng Năm đến Tháng Tám năm 1822. Không lâu sau đó chiến tranh bộc phát giữa hai phe: nhóm bảo hoàng (tập trung ở Cartago và Heredia) và nhóm cộng hòa (chủ yếu ở San José và Alajuela). Nhóm thứ nhất muốn nhập Costa Rica vào Đế quốc México trong khi nhóm thứ hai chống lại, đòi độc lập. Dân quân phe Cộng hòa dấy binh đánh chiếm được Cartago rồi tuyên bố chuyển hẳn thủ phủ về San José cho đến năm 1834 thì trao lại cho thị trấn Alajuela. Dân Cartago bất bình lại nổi lên tấn công San José năm 1835 nhưng bị đánh bại.

## Dân số
Dân số chính thức của thành phố là 346.799, tương ứng với dân số của toàn tổng San José. San José xếp hạng đông nhất trong tất cả 20 tổng thuộc tỉnh San José.
Nếu xét về cả khu đô thị gồm các ngoại ô thì San José vươn rộng, vượt ranh giới tổng San José để bao gồm 1/3 dân số toàn quốc. Thành phố này chi phối các thị trấn phụ cận như Alajuela, Heredia và Cartago) trong Thung lũng Trung tâm.

## Địa lý
San José nằm ở cao độ 1161 m trên mực nước biển nên dù nằm trong vùng nhiệt đới, thành phố có khí hậu mát mẻ quanh năm. Nhiệt độ trung bình là 23 độ C và lượng mưa quân bình là 150 mm hằng tháng.
| Dữ liệu khí hậu của San José, Costa Rica | Dữ liệu khí hậu của San José, Costa Rica | Dữ liệu khí hậu của San José, Costa Rica | Dữ liệu khí hậu của San José, Costa Rica | Dữ liệu khí hậu của San José, Costa Rica | Dữ liệu khí hậu của San José, Costa Rica | Dữ liệu khí hậu của San José, Costa Rica | Dữ liệu khí hậu của San José, Costa Rica | Dữ liệu khí hậu của San José, Costa Rica | Dữ liệu khí hậu của San José, Costa Rica | Dữ liệu khí hậu của San José, Costa Rica | Dữ liệu khí hậu của San José, Costa Rica | Dữ liệu khí hậu của San José, Costa Rica | Dữ liệu khí hậu của San José, Costa Rica |
| Tháng                                    | 1                                        | 2                                        | 3                                        | 4                                        | 5                                        | 6                                        | 7                                        | 8                                        | 9                                        | 10                                       | 11                                       | 12                                       | Năm                                      |
| ---------------------------------------- | ---------------------------------------- | ---------------------------------------- | ---------------------------------------- | ---------------------------------------- | ---------------------------------------- | ---------------------------------------- | ---------------------------------------- | ---------------------------------------- | ---------------------------------------- | ---------------------------------------- | ---------------------------------------- | ---------------------------------------- | ---------------------------------------- |
| Cao kỉ lục °C (°F)                       | 31.5 (88.7)                              | 33.3 (91.9)                              | 33.4 (92.1)                              | 34.5 (94.1)                              | 32.8 (91.0)                              | 32.1 (89.8)                              | 31.7 (89.1)                              | 32.0 (89.6)                              | 32.0 (89.6)                              | 31.4 (88.5)                              | 30.3 (86.5)                              | 31.5 (88.7)                              | 34.5 (94.1)                              |
| Trung bình ngày tối đa °C (°F)           | 28.2 (82.8)                              | 29.1 (84.4)                              | 29.9 (85.8)                              | 30.3 (86.5)                              | 28.8 (83.8)                              | 28.2 (82.8)                              | 28.2 (82.8)                              | 28.3 (82.9)                              | 27.8 (82.0)                              | 27.1 (80.8)                              | 27.2 (81.0)                              | 27.9 (82.2)                              | 28.4 (83.1)                              |
| Trung bình ngày °C (°F)                  | 22.6 (72.7)                              | 23.0 (73.4)                              | 23.5 (74.3)                              | 23.7 (74.7)                              | 22.9 (73.2)                              | 22.5 (72.5)                              | 22.6 (72.7)                              | 22.4 (72.3)                              | 22.0 (71.6)                              | 21.8 (71.2)                              | 21.9 (71.4)                              | 22.3 (72.1)                              | 22.6 (72.7)                              |
| Tối thiểu trung bình ngày °C (°F)        | 18.5 (65.3)                              | 18.7 (65.7)                              | 18.8 (65.8)                              | 19.1 (66.4)                              | 19.2 (66.6)                              | 19.0 (66.2)                              | 19.0 (66.2)                              | 18.8 (65.8)                              | 18.3 (64.9)                              | 18.5 (65.3)                              | 18.3 (64.9)                              | 18.3 (64.9)                              | 18.7 (65.7)                              |
| Thấp kỉ lục °C (°F)                      | 11.7 (53.1)                              | 13.2 (55.8)                              | 14.5 (58.1)                              | 14.9 (58.8)                              | 14.9 (58.8)                              | 15.8 (60.4)                              | 15.2 (59.4)                              | 16.0 (60.8)                              | 15.8 (60.4)                              | 15.5 (59.9)                              | 14.5 (58.1)                              | 14.2 (57.6)                              | 11.7 (53.1)                              |
| Lượng Giáng thủy trung bình mm (inches)  | 6.3 (0.25)                               | 10.2 (0.40)                              | 13.8 (0.54)                              | 79.9 (3.15)                              | 267.6 (10.54)                            | 280.1 (11.03)                            | 181.5 (7.15)                             | 276.9 (10.90)                            | 355.1 (13.98)                            | 330.6 (13.02)                            | 135.5 (5.33)                             | 33.5 (1.32)                              | 1.971 (77.61)                            |
| Số ngày giáng thủy trung bình            | 3                                        | 3                                        | 5                                        | 10                                       | 23                                       | 22                                       | 20                                       | 22                                       | 26                                       | 25                                       | 17                                       | 8                                        | 184                                      |
| Độ ẩm tương đối trung bình (%)           | 68                                       | 68                                       | 66                                       | 70                                       | 77                                       | 83                                       | 80                                       | 83                                       | 85                                       | 87                                       | 79                                       | 74                                       | 77                                       |
| Số giờ nắng trung bình tháng             | 217                                      | 220                                      | 248                                      | 210                                      | 161                                      | 120                                      | 124                                      | 136                                      | 150                                      | 136                                      | 135                                      | 183                                      | 2.040                                    |
| [ cần dẫn nguồn ]                        |                                          |                                          |                                          |                                          |                                          |                                          |                                          |                                          |                                          |                                          |                                          |                                          |                                          |

## Công sở
Đại học Costa Rica được thành lập ở San José từ năm 1843, lúc đầu mang tên "Đại học Santo Tomás".
San José cũng là nơi đặt trụ sở của Tòa án Nhân quyền Liên Mỹ.
Ngành hàng không có Sân bay quốc tế Juan Santamaría, cách San José 23 km về phía tây bắc, thuộc thị trấn Alajuela.